# Office 2004 para Mac
Office 2004 for Mac é uma versão do Microsoft Office desenvolvido por Apple para o sistema operacional Mac OS X. O software foi escrito originalmente para o PowerPC Macs, assim como Macs processadores da Intel deve executar o programa na camada de emulação do Mac OS X Rosetta. O Office 2004 foi substituído pelo seu sucessor, Microsoft Office 2008 para Mac, que foi escrito para rodar nativamente nos Macs Intel. No entanto, o Office 2008 não inclui suporte para Visual Basic for Applications, então a Microsoft ampliou suporte e atualizações para o Office 2004 mais velhos para fora, a 10 de janeiro de 2012. Microsoft finalmente enviado suporte para o Visual Basic no Microsoft Office 2011 para Mac.

## Requisitos do Sistema
Requisitos listados para o Office 2004:
- G3, Mac OS X processador compatível ou superior
- Mac OS X 10.2.8 ou posterior
- 256 MB RAM
- 450 MB de espaço disponível no disco rígido.

## Edições
Microsoft Office 2004 para Mac está disponível em três versões: Standard, Professional e aluno e professor. Todas as três edições incluem Word, Excel, PowerPoint e Entourage. A edição Professional inclui Virtual PC. O estudante and Teacher Edition não pode ser atualizado, o que significa quando uma versão posterior do Office é lançada, as pessoas que compraram os Stutend and Teacher Edition deve comprar um novo pacote.

## Características

### Word 2004
Microsoft Word é um processador de texto que possui uma quota de mercado dominante no mercado de processadores de texto. Seu formato proprietário, o DOC é considerado um de facto padrão, embora a sua mais recente versão do Windows (Word 2007) utiliza um novo formato baseado em XML chamada.DOCX, mas tem a capacidade de salvar e abrir o velho formato.DOC.
O novo formato Office Open XML será construído na próxima versão do Office para Mac (Office 2008). No entanto, ele também é suportado no Office 2004 com a ajuda de uma ferramenta de conversão disponíveis pela Microsoft.

### Excel 2004
Microsoft Excel é um folha do programa. Como o Microsoft Word, que possui uma quota de mercado dominante. Ele foi originalmente um concorrente para a dominante Lotus 1-2-3, mas ele acabou se superou e se tornou o padrão de facto para programas de planilha.

### Entourage 2004
Microsoft Entourage é uma aplicação de e-mail. Seus recursos incluem gerenciamento de informações pessoais e calendário, livro de endereços, lista de tarefas, lista de notas, e gerente de projetos. Com o Entourage 2004, a Microsoft começou a oferecer um Project Center, que permite ao usuário criar e organizar projetos. As informações podem vir de dentro Entourage ou fora do programa.

### PowerPoint 2004
Microsoft PowerPoint é um popular programa de apresentação usado para criar slideshows, composto de textos, gráficos, filmes e outros objetos, que podem ser exibidos na tela e navegar através do apresentador ou impressos em transparências ou slides. Ele também possui uma quota de mercado dominante. Filmes, vídeos, sons e música, bem como WordArt e AutoFormas podem ser adicionados à apresentação de slides.

### Virtual PC
Incluído com o Office 2004 para Mac Professional Edition, Microsoft Virtual PC é um virtualizador de aplicativo que emula programas da Microsoft e o Windows entre outros sistemas operacionais no Mac OS X que são baseado no PowerPC. Virtual PC não funciona em Macs baseados em Intel e em agosto de 2006 a Microsoft anunciou que não iria ser suportado para computadores Macintosh baseados em Intel, efetivamente descontinuidade do produto com Macintosh baseados em PowerPC não são mais fabricados.

## Críticas
Imagens inserido em qualquer aplicativo do Office 2004 usando um corte e cole ou resultado de arrastar e soltar em um arquivo que não exibir o gráfico inserido quando visto em uma máquina Windows. Em vez disso, o usuário do Windows é contada "QuickTime e um descompressor TIFF (LZW) são necessários para ver esta foto". Geekboy apresentou uma solução já em dezembro de 2004, e de acordo com este último teste ainda está quebrado no Office 2008.
Não há suporte para idiomas direita para a esquerda e bidirecional (como o árabe, hebraico, persa, etc) no Office 2004, tornando impossível[carece de fontes?] para ler ou editar um documento de direito de esquerda no Word 2004 ou PowerPoint 2004. Este problema não foi corrigido no Office 2008 ou.